# Sécurité sociale en Azerbaïdjan
Le système de protection sociale en Azerbaïdjan consiste en des programmes visant à réduire la pauvreté et les problèmes économiques de la population en promouvant des marchés du travail efficaces et en réduisant les risques encourus par les citoyens. L'assurance sociale comprend les pensions, les allocations de chômage, l'assurance maladie et d'autres avantages sociaux.
Les allocations sociales se composent de versements mensuels (pension d’âge, pension pour personnes handicapées, enfants de moins de 18 ans handicapés) ou de versements uniques (aux parents actifs du nouveau-né, aux funérailles, soutien au traitement des victimes à la suite d'un accident radiologique (chaque année)) à des fins d'assistance sociale pour des personnes de différentes catégories.
Le système de protection sociale de l’Azerbaïdjan comprend deux parties principales :
- l’assurance sociale ;
- la sécurité sociale.

Le Fonds national de protection sociale met en œuvre des programmes de sécurité sociale et le Ministère du travail et de la protection sociale de la population met en œuvre des programmes de protection sociale.

## Sécurité sociale

### Assistance sociale ciblée
Le 25 février 2015, le président du pays a signé un décret sur l'amélioration de l'aide sociale ciblée. Le sous-système de demande électronique unique et de nomination (Vahid Elektron Müraciət və Təyinat Alt Sistemi - VEMTAS) sur l'assistance sociale ciblée de l'État a été créé par le ministère du Travail et de la Protection sociale de la population.
En 2015, le volume de l'assistance sociale ciblée pour chaque membre de la famille a augmenté de 27 % par rapport à 2012, s'élevant à 145,8 AZN. Le revenu par habitant a augmenté de 21,4 % pour atteindre 31,8 AZN au cours de la période correspondante. À la fin de 2015, le nombre de familles bénéficiant d'une assistance sociale ciblée avait diminué de 21 000 ou 15,7 % par rapport à 2012 et était de 112 600.
Le Conseil des ministres a apporté à la décision du 11.02.2016 un certain nombre d'amendements aux "Règles relatives à la demande d'assistance sociale ciblée, à sa nomination, à sa délivrance et à son refus de délivrance".

## Statistiques
- En 2007, 15 % (1.248.000 personnes) de la population de la république étaient des retraités[2].
- En 2009, le système de sécurité sociale concernait environ 2,5 millions de personnes, soit environ 26 % de la population du pays.
- En 2012, 1 277 596 personnes au total ont bénéficié d'une pension de travail[3].
- Selon les statistiques pour 2012, 39 % des retraités étaient des hommes et 61 % des femmes. La plupart d’entre eux ont reçu une pension en fonction de leur âge, les autres étant handicapés et en raison de la perte du chef de famille[4].
- En 2013, la pension moyenne dans la république était de 163 manats. En 2014, le montant de ce montant a été augmenté de 20 % (183 AZN).
- En 2015, le volume de l'aide sociale ciblée pour chaque membre de la famille a augmenté de 27 % par rapport à 2012 et s'est élevé à 145,8 millions de manats. Le revenu par habitant a augmenté de 21,4 % pour atteindre 31,8 AZN pour la période correspondante. À la fin de 2015, le nombre de familles bénéficiant d'une assistance sociale ciblée avait diminué de 21 000 ou 15,7 % par rapport à 2012 et s'élevait à 112 600.
- Selon le site officiel du Comité statistique d'État, les chômeurs en 2015 représentaient 5 % de la population du pays. Le nombre de personnes percevant des allocations de chômage parmi les chômeurs ces dernières années est d'environ 0,5 %.
- À l'été 2017, le pays comptait environ 1 million 325 000 pensionnés en travail, dont 329 000 étaient des personnes âgées.
- À partir du 1er janvier 2017, le concept de "pension minimum" a été introduit, dont la taille était de 110 manats. Une nouvelle agence pour la formation professionnelle a été créée par des organismes gouvernementaux. Deux centres régionaux de formation professionnelle et de recyclage continuent de fonctionner[5].

## Ministère du travail et de la protection sociale de la population de l'Azerbaïdjan
Le ministère du Travail et de la Protection sociale de la population de la République d'Azerbaïdjan a été créé par décret du président du 10 octobre 1992. La fonction principale du ministère est d'assurer la protection des droits sociaux et des droits des travailleurs des institutions et des organisations, toutes les entreprises. Auparavant, ces pouvoirs étaient dévolus au Comité d’État pour le travail et les affaires sociales et au Ministère de la sécurité sociale de la République d’Azerbaïdjan.

## Cadre juridique
Les changements intervenus dans le système de protection sociale ont commencé avec la réalisation du "concept de réforme des retraites en République d'Azerbaïdjan" approuvé par le décret du président de la République d'Azerbaïdjan du 17 juillet 2001.
La loi azerbaïdjanaise sur les comptes individuels dans le système d'assurance sociale de l'État a été approuvée par le président le 27 novembre 2001. Cette loi autorisait le Fonds national de protection sociale à effectuer une comptabilité individuelle dans le système national d'assurance sociale.

## Bourses présidentielles
En 2016, le nombre de citoyens bénéficiant de bourses présidentielles a augmenté de 58,6 %, et les prestations mensuelles moyennes pour les familles des martyrs ont augmenté de 11,5 % pour les héros nationaux de 67,7 % par rapport à 2012.
La personne handicapée du premier degré bénéficie depuis 2015 d’une pension mensuelle de 60 manats sur ordre du président azerbaïdjanais.

## Bénéfices sociaux aux personnes handicapées, âgées et déplacées
Le 9 janvier 2013, le président azerbaïdjanais a signé l'ordonnance "sur des mesures supplémentaires visant à fournir des services sociaux aux enfants handicapés et à ceux qui se trouvent dans une situation sociale dangereuse n'ayant pas atteint l'adolescence". En 2013, le ministère du Travail et de la Protection sociale de la population a approuvé 17 projets prioritaires. Au cours de la mise en œuvre des projets, en 2013, 800 enfants de moins de 18 ans ont bénéficié de services socio-psychologiques, juridiques et de réintégration.
Le règlement sur les critères de détermination du handicap et de l'état de santé a été approuvé par le décret du Cabinet de l'Azerbaïdjan daté du 30 décembre 2015.
Le projet de jumelage "Développement des services sociaux" organisé par le ministère du Travail et de la Protection sociale de la population avec le soutien financier de l'Union européenne s'est déroulé du 1er juin 2015 au 31 mai 2017.
Le "Plan d'action pour le ministère du Travail et de la Protection sociale de la population de la République d'Azerbaïdjan pour 2014" a été élaboré et mis en œuvre pour assurer la mise en œuvre du "Programme national de désinstitutionnalisation et de protection de remplacement dans la République".
Le sous-système d'expertise et de réinsertion sociale médicale a été créé dans le système d'information centralisé du ministère du Travail et de la Protection sociale de la population par le décret du président du 14 septembre 2015 « sur l'amélioration du système d'évaluation des restrictions en matière de handicap et de possibilités de soins de santé ».